# Dideoides kempi
Dideoides kempi är en tvåvingeart som beskrevs av Enrico Adelelmo Brunetti 1923. Dideoides kempi ingår i släktet Dideoides och familjen blomflugor. Inga underarter finns listade i Catalogue of Life.